# Mouvement de l'alliance Basotho
Le Mouvement de l'alliance Basotho (en anglais : Basotho Covenant Movement BCM) est un parti politique du Lesotho formé en 2021 par des prédicateurs locaux. Il est enregistré par la Commission indépendante électorale du Lesotho le 26 novembre 2021.

## Résultats électoraux

### Élections législatives
| Année | Voix  | %    | Sièges  | Rang |
| ----- | ----- | ---- | ------- | ---- |
| 2022  | 4 112 | 0,80 | 1 / 120 | 11e  |